# The Shrieking Madness

## The Shrieking Madness (Una Bestia de Otra Dimensión / Locura Desatada)
Información general:
- Número de episodio: 12
- Temporada: 1
- Serie: Scooby-Doo! Misterios, S. A.
- Fecha de estreno en Estados Unidos: 18 de octubre de 2010
- Fecha de estreno en Hispanoamérica y Brasil: 22 de mayo de 2011
- Canal: Cartoon Network

Equipo de producción:
- Guión: Adam Beechen
- Guión gráfico: Joey Mason
- Dirección: Víctor Cook
- Producción: Warner Bros. Animation

Sinopsis:
En este episodio, la pandilla Mystery Inc. se encuentra de visita en la Universidad Darrow, donde una criatura aterradora conocida como Char Gar Gothakon está causando estragos. La criatura parece ser un monstruo de otra dimensión que ha sido liberado por un antiguo experimento científico.
Scooby-Doo! Misterios, S. A.:
Esta serie animada es una secuela de la serie original de Hanna-Barbera Productions, Scooby-Doo ¿dónde estás? (1969). La serie presenta a la pandilla Mystery Inc. resolviendo misterios paranormales mientras viajan por el país en su фургоне Mystery Machine.
Diferencias en los títulos:
- Estados Unidos: The Shrieking Madness
- Hispanoamérica: Una Bestia de Otra Dimensión
- España: Locura Desatada

Disponibilidad:
El episodio "The Shrieking Madness" está disponible para su compra en plataformas digitales como iTunes y Google Play. También se puede ver en el servicio de streaming HBO Max.
Otros datos de interés:
- Este episodio fue nominado a un premio Emmy en la categoría de "Mejor programa animado de una hora o menos".
- El episodio fue elogiado por su crítica social y su humor negro.

Si eres fanático de Scooby-Doo, te recomiendo ver este episodio.

## Argumento
En un restaurante llamado "Burger Campus" un muchacho está muy disgustado y critica la novela "Char Gar Gothakon: la bestia que no tenía nombre", un libro escrito por H.P. Hatecraft, reconocido escritor de ciencia ficción. Tras negarse a reconocer la obra como una original, el muchacho se prepara para irse pero es atacado en el estacionamiento por la criatura que parece ser una especie de híbrido entre un hombre y un pulpo.
Al día siguiente cada miembro de la pandilla visita la universidad Darrow por petición de sus padres, ya que estos cursaron en dicha institución. Allí se separan para recorrer la universidad: Fred decide unirse a la fraternidad "Mu Gamma Tau", ya que su padre fue legendario en ella. Daphne, se dirige al edificio Blake en un intento de complacer a sus padres y se une a las protestas organizadas por los estudiantes del edificio. Shaggy y Scooby van al "Burger Campus" buscando comida deliciosa, pero se decepcionan al descubrir que el nuevo menú es comida orgánica. Finalmente Vilma asiste a una visita de Harlan Ellison, el famoso escritor se niega a reconocer las obras de Hatecraft como originales y humilla a Howard E. Roberts, un fanático de las novelas, negándose a aceptar la existencia del famoso monstruo.
Ya de noche Harlan intenta irse y es atacado por Char Gar Gothakon, que es ayudado por toda la pandilla, quienes asisten al llamado de auxilio del escritor. A pesar de ser atacado en persona por la criatura ficticia, Harlan se mantiene firme en su palabra y declara que el monstruo es falso. Curiosos por averiguar más del creador de la criatura, los chicos se unen para ir a la residencia de Hatecraft en busca de respuestas. Pero el escritor les explica que el monstruo en efecto está suelto y debe ser detenido.
Sin poder olvidarse de sus diferencias, los chicos se resisten a seguir trabajando como equipo y se retiran a seguir haciendo sus respectivas actividades. No obstante, Char Gar Ghotakon vuelve atacar el campus, obligando a los chicos a unirse de nuevo y descubren que Hatecraft los ha estado espiando. El escritor admite que tenía sus dudas respecto a la afirmación de la pandilla, pero tras contemplar a la bestia con sus propios ojos, Hatecraft convoca una conferencia con los universitarios admitiendo haber inventado a la criatura. La bestia ataca el estudio y secuestra a Hatecraft en su propia mansión. 
Sin más elección la pandilla persigue a la criatura en la mansión. Allí Daphne y Fred se reconcilian, mientras Velma y Scooby discuten sobre Shaggy, pero son interrumpidos por los gritos de alarma del último. Al reunirse los chicos encuentran una mochila con un cuaderno de apuntes que habla de historias con un título muy parecido al de la novela de Hatecraft, y perciben el particular olor que encontraron en uno de los libros del escritor, y liberan al primer muchacho secuestrado por la criatura.
Char Gar Gothakon se prepara para arrojar a su creador por la azotea de su mansión, pero tras una breve lucha contra los chicos, el monstruo es derrotado y se descubre que es Howard. El universitario admite que se volvió la criatura para rescatar a Hatecraft de las críticas y con sus conocimientos sobre la tecnología sónica, acompañada de tentáculos auténticos de pulpo el muchacho (que producía el desagradable olor) pudo recrear a Char Gar Gothakon. 
Tras el arresto de Howard; Hatecraft y Harlan se unen para hacer un libro sobre los peligrosos fanáticos y se vuelven muy buenos amigos. Reconciliados por una nueva victoria los chicos se dirigen a la máquina del misterio, pero allí encuentran un baúl lleno de los archivos familiares de la familia Darrow junto a una nota del Señor E, quien afirma que con dichos archivos la pandilla predecesora tal vez no hubiera desaparecido.